# Christian Hartenhauer
Christian Matthias Wilhelm Hartenhauer (* 2. Mai 1948 in Chemnitz) ist ein ehemaliger deutscher Politiker (SED). Im Jahr 1990 war er für wenige Wochen Oberbürgermeister Ost-Berlins.

## Leben
Hartenhauer wurde 1948 als Sohn eines Textilarbeiters in Chemnitz geboren. Er besuchte dort von 1954 bis 1962 die Grundschule und anschließend bis 1966 die Erweiterte Oberschule, wo er auch eine begleitende Berufsausbildung als Dreher abschloss. Anschließend studierte er bis 1970 an der Hochschule für Ökonomie in Berlin-Karlshorst. Nach dem Diplom promovierte er mit dem Thema „Rationalisierung der Rechtsanwendung auf dem Gebiet des internationalen Wirtschaftsrechts mittels elektronischer Datenverarbeitung“. Kurze Zeit arbeitete er nach der Promotion noch im Ministerium für Außenhandel der DDR, bis er seinen Militärdienst antreten musste. Danach trat er Arbeitsstellen an, die ihn zu einem technokratischen Politiker formen sollten. Er wurde 1976 Funktionär der Jugendorganisation Freie Deutsche Jugend (FDJ) und wurde ein Jahr Vorsitzender der FDJ in Berlin-Mitte. Anfang der 1980er Jahre nahm er an einem einjährigen Lehrgang an der sowjetischen Akademie für Gesellschaftswissenschaften in Moskau teil und zeichnete auch anschließend in weiteren Organisationen der DDR verantwortlich.

## Berliner Leitung
Hartenhauer wurde 1985 stellvertretender Abteilungsleiter der Abteilung Kultur im Berliner Magistrat, ein Jahr später war er bereits Stadtrat für Kultur. In dieser Position hatte er hauptsächlich die Aufgabe die 750-Jahr Feier Berlins zu organisieren. Als Oberbürgermeister Erhard Krack für die Wahlfälschungen bei der Kommunalwahl vom 7. Mai 1989 verantwortlich gemacht wurde und dieser im Februar 1990 zurücktrat, wurde Hartenauer zu seinem Nachfolger gewählt. Er setzte sich im Vorfeld gegen Ingrid Pankraz durch, die als Übergangslösung für die Zeit zwischen Kracks Rücktritt und der Neuwahl das Amt bekleidete. Nach der Wahl der neuen Stadtverordnetenversammlung wählte diese im Mai 1990 mit Tino Schwierzina auch einen neuen Oberbürgermeister. Hartenauer nahm danach eine Arbeitsstelle in der freien Wirtschaft an.